# I'm Ready (Sam Smith & Demi Lovato)
I'm Ready is een nummer van de Britse zanger Sam Smith en de Amerikaanse zangeres Demi Lovato uit 2020. Het is de zesde single van Smiths derde studioalbum Love Goes.
Het nummer kent een vrolijk geluid, waar voorganger To Die For juist een stuk ingetogener was. Voor "I'm Ready" schakelde Smith de hulp in van Demi Lovato. De plaat werd wereldwijd een bescheiden hit. Zo bereikte het de 20e positie in het Verenigd Koninkrijk, en de 36e in de Amerikaanse Billboard Hot 100. In de Nederlandse Top 40 kwam het tot de 19e positie, terwijl in Vlaanderen de 3e positie in de Tipparade werd gehaald.